# Chersodromia inchoata
Chersodromia inchoata är en tvåvingeart som först beskrevs av Axel Leonard Melander 1906.  Chersodromia inchoata ingår i släktet Chersodromia och familjen puckeldansflugor.
Artens utbredningsområde är Kalifornien. Inga underarter finns listade i Catalogue of Life.